# Tasiocera murina
Tasiocera murina är en tvåvingeart som först beskrevs av Johann Wilhelm Meigen 1818.  Tasiocera murina ingår i släktet Tasiocera och familjen småharkrankar. Enligt den finländska rödlistan är arten nära hotad i Finland. Arten är reproducerande i Sverige. Artens livsmiljö är källmiljöer. Inga underarter finns listade i Catalogue of Life.